# Església de Luther (Riga)
L'Església de Luther (en letó: Baznica Lutera evaņģēliski luteriskā baznīca) és una església luterana a la ciutat de Riga, capital de Letònia situada al carrer Torņakalna, 3/5. És una església parroquial de l'Església Evangèlica Luterana de Letònia
L'edifici està construït en l'estil arquitectònic neogòtic tradicional, amb arcs molt alts, una gran agulla, i una tradicional forma de creu. Es destaca per les seves aranyes de ferro massís.